# Moyes-Inseln
Die Moyes-Inseln sind drei Gruppe kleiner Inseln vor der Küste des ostantarktischen Georg-V.-Lands. Sie liegen 4 km südöstlich der Cape-Pigeon Rocks in der Watt Bay.
Teilnehmer der Australasiatischen Antarktisexpedition (1911–1914) unter der Leitung des australischen Polarforschers Douglas Mawson entdeckten sie. Mawson benannte sie nach Morton Henry Moyes (1886–1981), dem Meteorologen der Forschungsreise.